# NK Proleter Makljenovac
NK Proleter bosanskohercegovački je nogometni klub iz Makljenovca u općini Usora.

## Povijest
Proleter je osnovan 1956. doborovoljnim prilozima mještana. Početkom 60-ih klub nakratko prekida svoj rad zbog odlaska čitave jedne generacije na odsluženje vojnoga roka. No, 1964. se ponovno vraćaju u ligaška natjecanja. Kasnije su igrali u međuopćinskim ligama dobojske regije. Tih godina nekoliko puta su osvajali lokalno kup natjecanje. Povodom obilježavanja 50 godina kluba dodijeljene su zlatne i srebrne plakete zaslužnim igračima, trenerima i športskim djelatnicima.
Trenutačno se natječu u 1. županijskoj ligi ZDŽ.

## Vanjske poveznice
- Facebook